# Gander—Twillingate
Pour les articles homonymes, voir Gander.
Gander—Twillingate fut une circonscription électorale fédérale de Terre-Neuve, représentée de 1968 à 1988.
La circonscription de Gander—Twillingate a été créée en 1966 avec des parties de Bonavista—Twillingate et de Grand Falls—White Bay—Labrador. Abolie en 1987, elle fut redistribuée parmi Bonavista—Trinity—Conception et Gander—Grand Falls.

## Géographie
En 1966, la circonscription de Gander—Twillingate comprenait:
- Les districts provinciaux de Gander, Lewisporte, Twillingate, Fogo et Bonavista North
- Une partie des districts provinciaux de Green Bay, Bonavista South et de Fortune Bay, non incluses dans les circonscriptions fédérales de Grand Falls—White Bay—Labrador, Bonavista—Trinity—Conception et de Burin—Burgeo.

## Députés
1. 1968-1974 — John Lundrigan, PC
2. 1974-1988 — George Baker, PLC

- PC = Parti progressiste-conservateur
- PLC = Parti libéral du Canada